# Conacul Laszay-Filip din Nădășelu
Conacul  Lészai-Filip din Nădășelu, județul Cluj, a fost construit de familia Kabos. Apoi, Kabos Anna s-a căsătorit cu Lészai Lajos, aducându-i ca zestre castelul și moșia Lészai din Nădășelu.
În prezent, castelul este înscris pe lista monumentelor istorice din județul Cluj elaborată de Ministerul Culturii și Patrimoniului Național din România în anul 2010.

## Istoric
A fost construit în secolele XVIII-XIX și poartă numele fostului proprietar. 